# Красноводский уезд
Красноводский уезд — административная единица в составе Закаспийской области, Туркменской области и Туркменской ССР, существовавшая в 1882—1925 годах. Центр — город Красноводск.

## История и административное деление
Красноводский уезд в составе Закаспийской (с 1921 — Туркменской) области был образован в 1882 году из Красноводского приставства, существовавшего с 1870 года. В 1890 уезд был разделён на 2 приставства: Кара-Калинское (центр — укрепление Кара-Кала) и Чикишлярское (центр — укрепление Чикишляр). В 1917 году приставства стали именоваться участковыми комиссариатствами. В апреле 1917 было образовано Челекенское участковое комиссариатство. В 1918 году Кара-Калинское участковое комиссариатство было передано в Полторацкий уезд.
В 1919 году участковые комиссариатства были упразднены. Образовано 4 района:
- Джебельский (центр — ст. Джебел)
- Казанджикский (центр — с. Казанджик)
- Приморский
- Чикишлярский (центр — Чикишляр)

В апреле 1920 районы были преобразованы в волости, а их число увеличилось до 6: добавились Челекенская и Шихская. В июне того же года Чикишлярская волость была переименована в Гасан-Кулийскую, а двумя месяцами позже Приморская волость была передана в Киргизскую АССР.
В октябре 1924 года Красноводский уезд был включён в состав Туркменской ССР, а в декабре того же года стал частью Полторацкого округа. В январе 1925 года уезд был упразднён, а на его территории созданы районы.

## Население
По данным переписи 1897 года в уезде проживало 53,8 тыс. чел. В том числе туркмены — 62,4 %; казахи — 19,3 %; русские — 9,7 %; персы — 3,4 %; армяне — 1,8 %; украинцы — 1,0 %. В уездном городе Красноводске проживало 6322 чел.